# Barkråttor
Barkråttor (Phloeomys) är ett släkte i underfamiljen möss. Det finns två arter, Phloeomys cumingi och molnråtta (P. pallidus), som lever på Filippinerna. Barkråttor är de största medlemmarna i familjen råttdjur.

## Kännetecken
Arterna når en kroppslängd (huvud och bål) mellan 28 och 48 centimeter och därtill kommer en 20 till 35 centimeter lång svans. Vikten ligger mellan 1,5 och 2 kilogram. Den långa pälsen är på ovansidan svart eller brun med några hår i gult eller rött. Undersidan och ibland även sidorna är vitaktig till grå. Svansen, som inte är yvig, bär svarta eller mörkbruna hår. Barkråttor har en kort nos och små runda öron. Med sina långa tår och klor är de bra anpassade till livet i träd.

## Utbredning och habitat
Dessa gnagare är endemiska på Filippinerna. De förekommer på ön Luzon och på några mindre öar i närheten. Habitatet utgörs av skogar som kan ligga både vid havet och i bergstrakter.

## Levnadssätt
Barkråttor är aktiva på natten. På dagen vilar de i trädens håligheter eller i bon som lämnats av andra djur. Dessa djur har bra förmåga att klättra och vistas sällan på marken. Enligt olika berättelser lever de i mindre grupper.
Det är inte mycket känt om arternas föda i naturen men det antas att de huvudsakligen äter vegetabiliska ämnen. Individer i fångenskap tog även emot insekter och andra mindre djur.
Fortplantningssättet är nästan outrett. I motsats till de flesta andra råttdjur har barkråttor bara fyra spenar. Därför föds vanligen bara ett ungdjur åt gången. Det antas även att de flesta födelser sker vid slutet av regntiden i december.
Med människans vård kan barkråttor leva något över 13 år.

## Hot
Barkråttor har lätt att anpassa sig till olika miljöer och förekommer även i närheten av människans boplatser. I flera regioner jagas de för köttets skull och dessutom förstörs deras levnadsområde. IUCN listar P. cumingi som sårbar (vulnerable) och P. pallidus som livskraftig.

## Systematik
Barkråttor bildar tillsammans med släktena Batomys, Carpomys och Crateromys, som likaså förekommer på Filippinerna, en släktgrupp i underfamiljen möss. Tillsammans utgör de systergruppen till alla andra möss i gamla världen.